# Синельникове I
Сине́льникове I — вузлова дільнична залізнична станція 1-го класу Придніпровської залізниці на перетині електрифікованих ліній Павлоград I — Синельникове I та Синельникове I — Запоріжжя I. Розташована в місті Синельникове Синельниківського району Дніпропетровської області.
На станції знаходяться локомотивне депо Синельникове (ТЧ-7) та пасажирське вагонне депо Синельникове (ЛВЧД-6).

## Історія
Станція відкрита у 1873 році під час прокладання дільниці Лозова — Олександрівськ головного ходу приватної Лозово-Севастопольської залізниці, яка урочисто відкрита 15 листопада 1873 року.

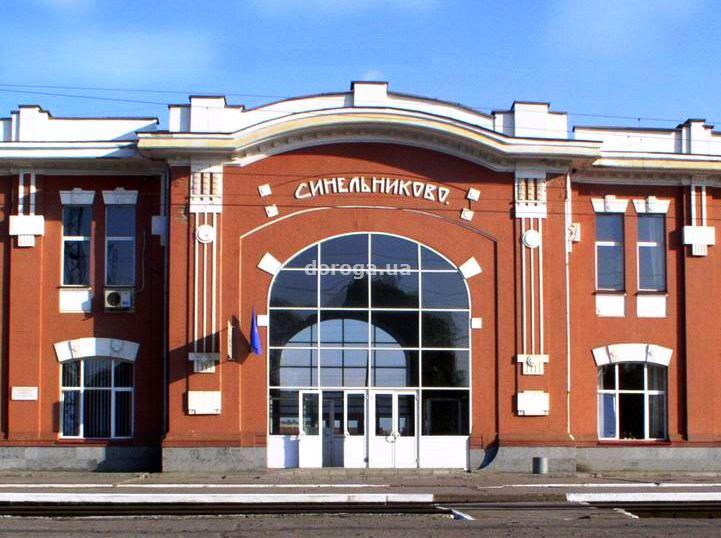
Центральний вхід вокзалу

Вокзал станції Синельникове I побудований за проєктом інженера В. Л. Глазуріна.
У 2012 році проведені роботи щодо запровадження швидкісного руху поїздів «Інтерсіті+». З 26 травня 2013 року «Укрзалізниця» продовжила маршрут руху денного регіонального швидкісного поїзда «Інтерсіті+» сполученням Київ — Дніпро до станції Запоріжжя I.
10 серпня 2025 року, через обстріл російськими окупантами станції Синельникове II, поїзди, що прямували між Запоріжжям та Дніпром із суттєвими затримками. Частину рейсів було скориговано в об'їзд пошкодженої дільниці.

## Пасажирське сполучення
| Рух поїздів по станції Синельникове I |                                  |                          |
| №                                     | Маршрут сполучення               | Періодичність курсування |
| Далеке сполучення                     |                                  |                          |
| 38/37                                 | Запоріжжя — Київ                 | щоденно                  |
| 52/51                                 | Запоріжжя — Одеса                | через день               |
| 86/85                                 | Запоріжжя — Львів                | щоденно                  |
| 88/87                                 | Запоріжжя — Ковель               | через день               |
| 128/127                               | Запоріжжя — Львів                | щоденно                  |
| Приміське сполучення                  |                                  |                          |
| 6107                                  | Синельникове I — Дніпро-Головний | щоденно                  |
| 6272                                  | Дніпро-Головний — Лозова         | щоденно                  |
| 6104                                  | Синельникове I — Чаплине         | щоденно                  |
| 6583                                  | Синельникове I — Запоріжжя II    | щоденно                  |
| 6105                                  | Синельникове I — Дніпро-Головний | щоденно                  |
| 6185                                  | Синельникове I — Дніпро-Головний | щоденно                  |
| 6277                                  | Лозова — Дніпро-Головний         | щоденно                  |
| 6108                                  | Дніпро-Головний — Синельникове I | крім сб., нд.            |
| 6533/6534                             | Запоріжжя II — Дніпро-Головний   | щоденно                  |
| 6111                                  | Синельникове I — Дніпро-Головний | крім сб., нд.            |
| 6536                                  | Запоріжжя II — Лозова            | щоденно                  |
| 6548/6547                             | Дніпро-Головний — Запоріжжя II   | щоденно                  |
| 6537                                  | Лозова — Запоріжжя II            | щоденно                  |
| 6124/6123                             | Дніпро-Головний — Запоріжжя I    | щоденно                  |
| 6280                                  | Дніпро-Головний — Лозова         | щоденно                  |
| 6582                                  | Запоріжжя II — Синельникове I    | щоденно                  |
| 6126                                  | Дніпро-Головний — Синельникове I | щоденно                  |
| 6587                                  | Синельникове I — Запоріжжя II    | щоденно                  |
| 6132/6131                             | Запоріжжя I — Синельникове І     | щоденно                  |
| 6291                                  | Лозова — Синельникове I          | щоденно                  |
| 6133                                  | Синельникове I — Дніпро-Головний | щоденно                  |
| 6135                                  | Чаплине — Синельникове I         | щоденно                  |
| 6584                                  | Запоріжжя II — Синельникове I    | щоденно                  |

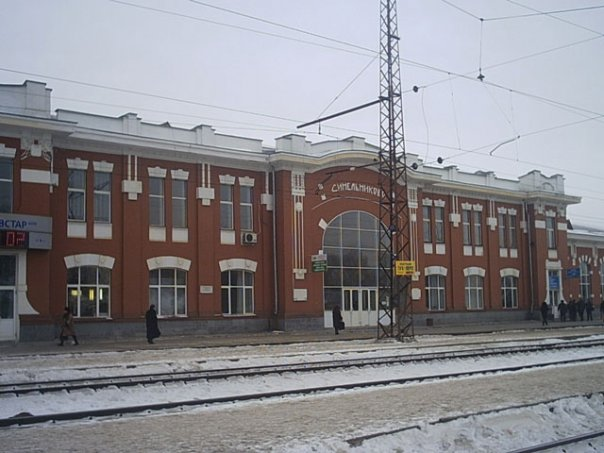
Західні платформи

З 29 березня 2024 року, на другому етапі реалізації проєкту «Dnipro City Express» призначені модернізовані приміські електропоїзди у сполученні Кам'янське — Дніпро — Синельникове I, які зупиняються на найбільших станціях на маршруті руху — Запоріжжя-Кам'янське, Сухачівка, Діївка, Горяїнове, Дніпро-Головний, Нижньодніпровськ, Ксеніївка, Ігрень, Яворницьке, Синельникове II, забезпечуючи зручне тактове сполучення між районами і берегами самого Дніпра так і для мешканців агломерації.

## Галерея

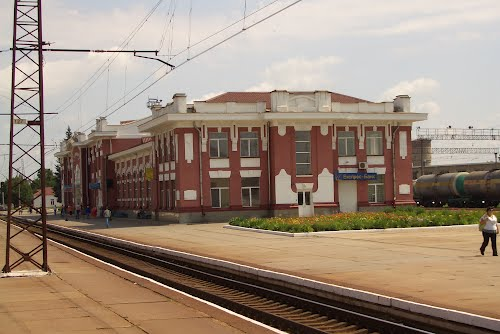
Вокзал на острівній платформі
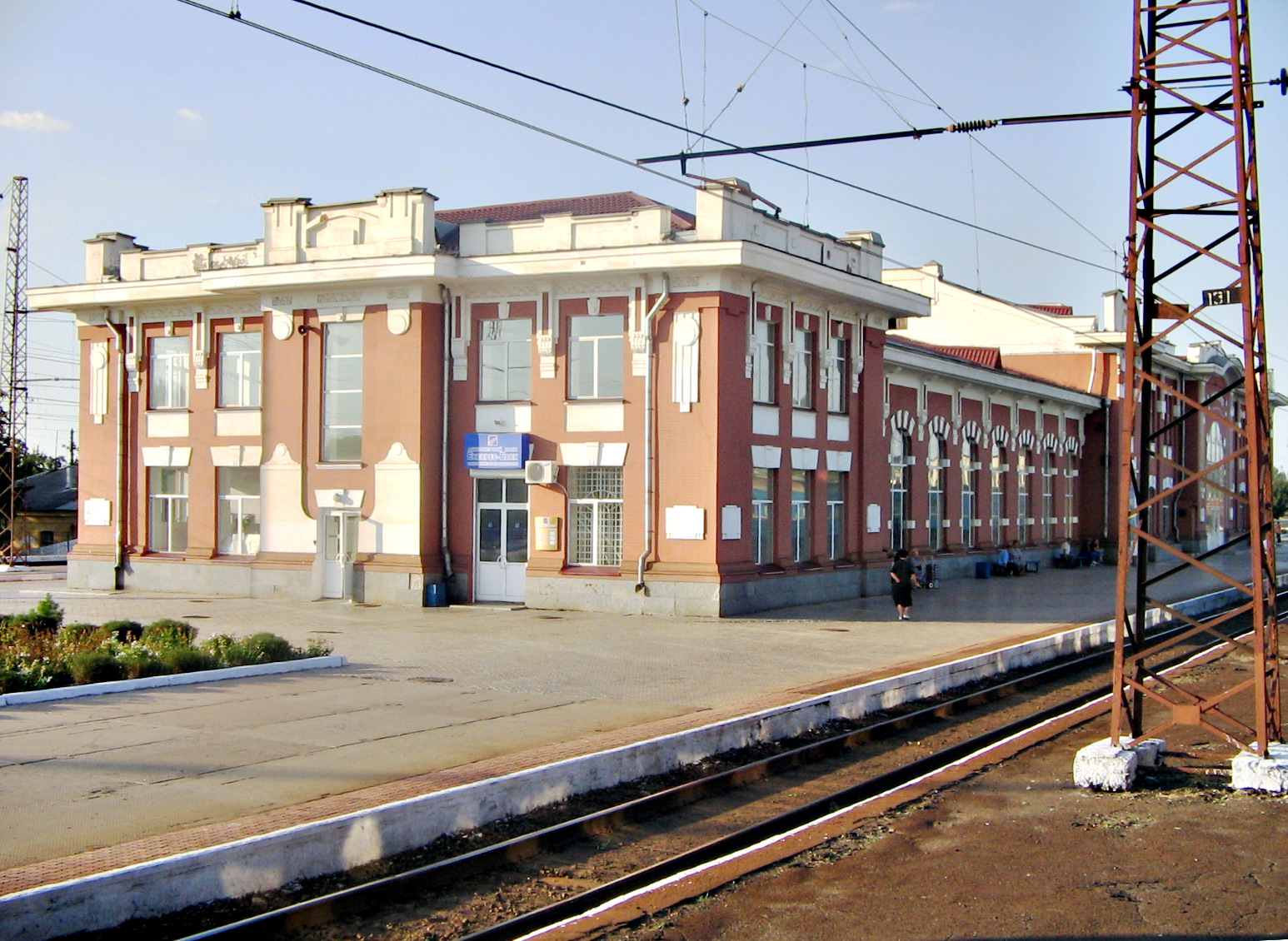
Західна сторона вокзалу
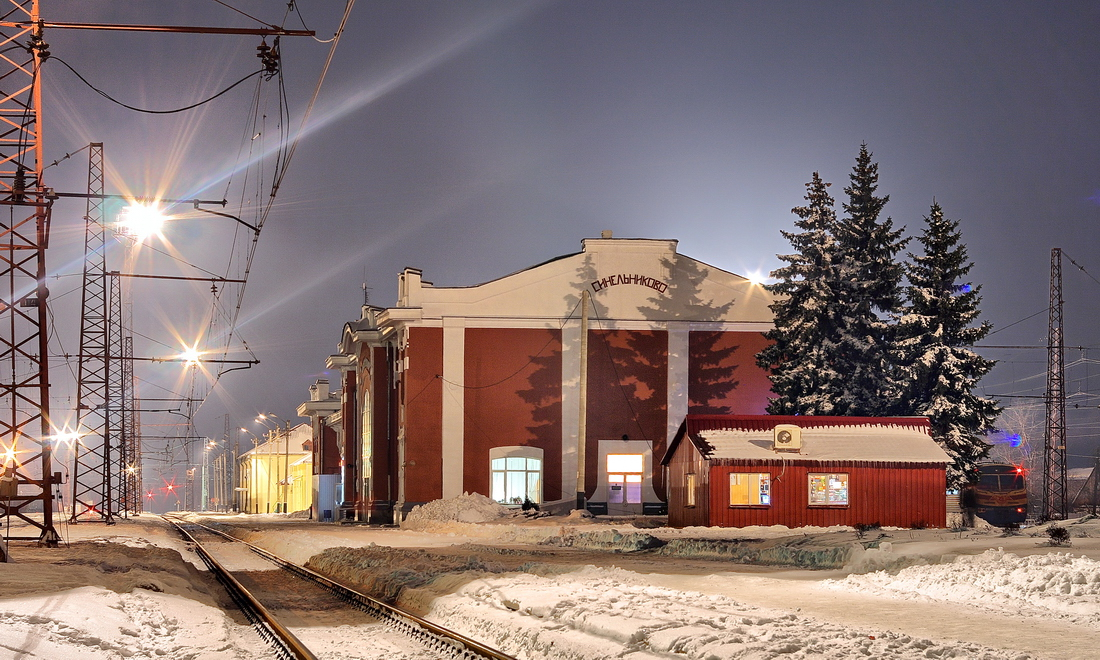
Вокзал
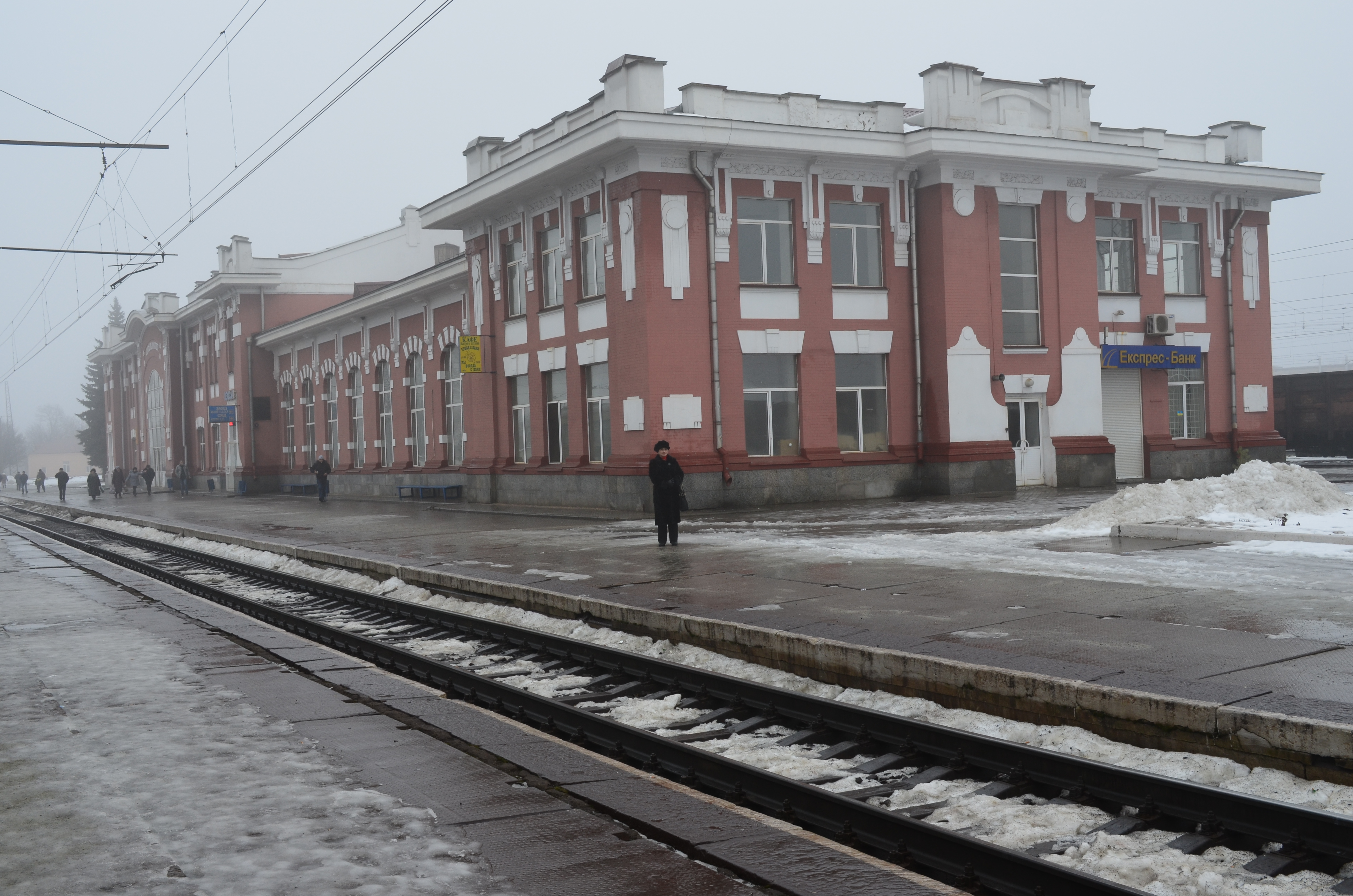
Вокзал взимку
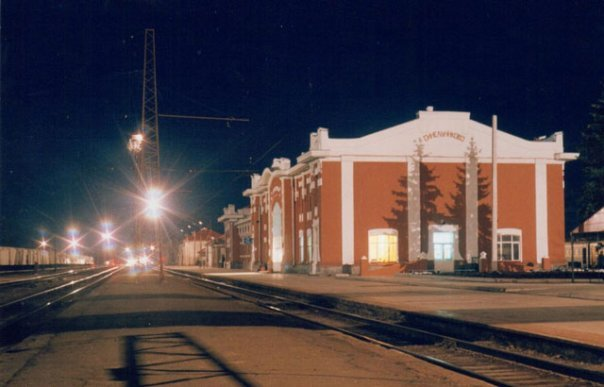
Вокзал вночі
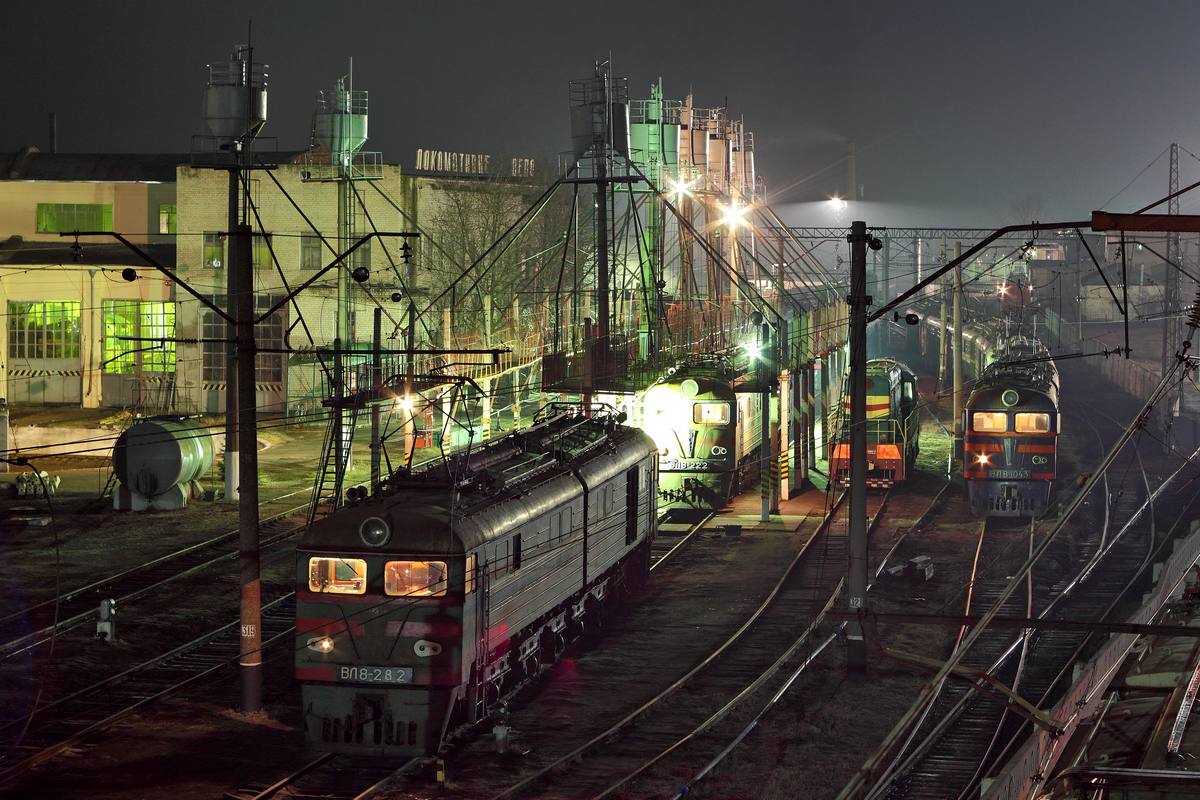
Локомотивне депо Синельникове (ТЧ-7)